# Щепне
Ще́пне (рос. Щепное, башк. Щепной) — присілок (у минулому селище) у складі Благовіщенського району Башкортостану, Росія. Входить до складу Тугайської сільської ради.
Населення — 9 осіб (2010; 17 в 2002).
Національний склад:
- марійці — 59 %
- росіяни — 41 %